# Corragioni-Haus

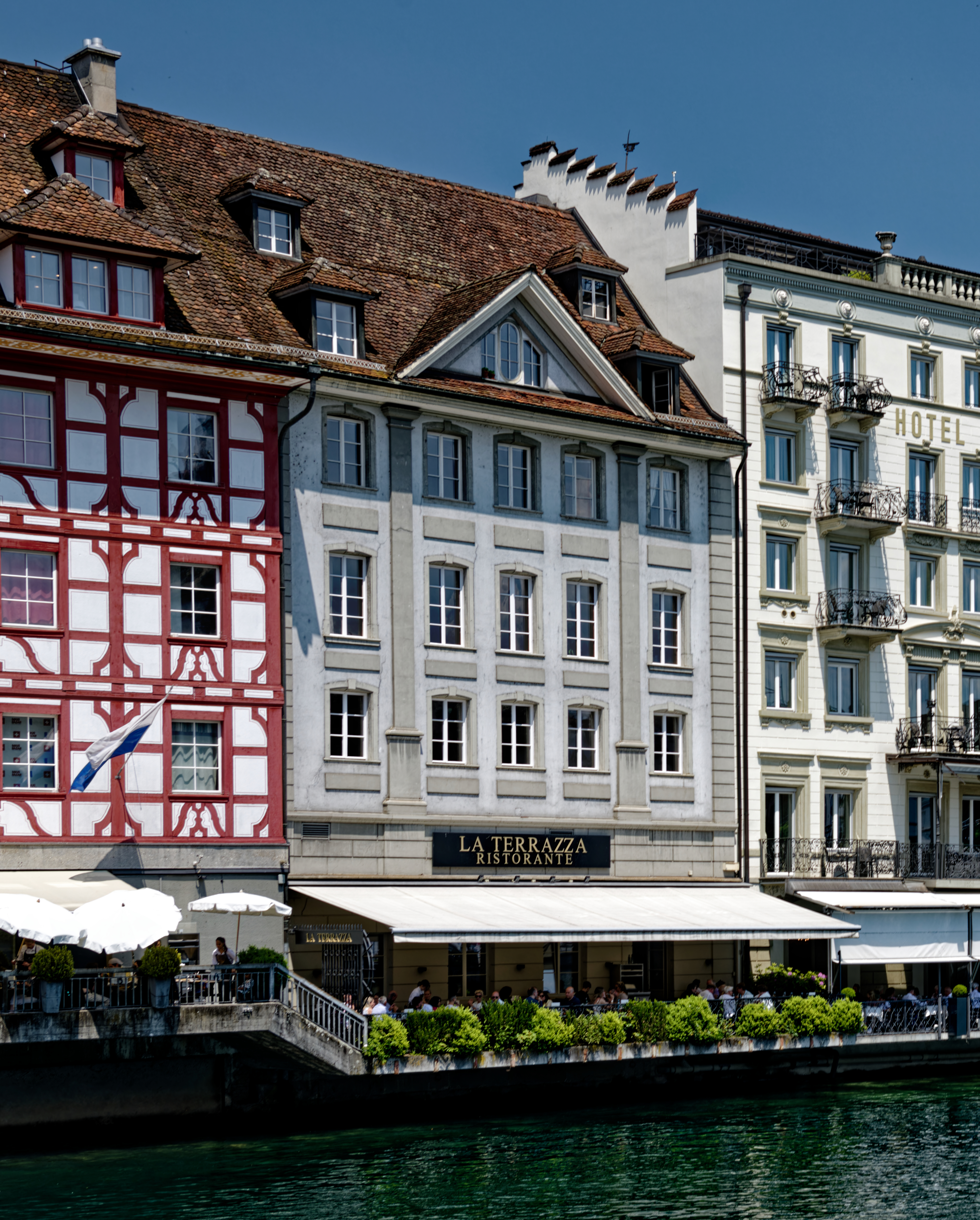
Corragioni-Haus, Reussseite (2023)

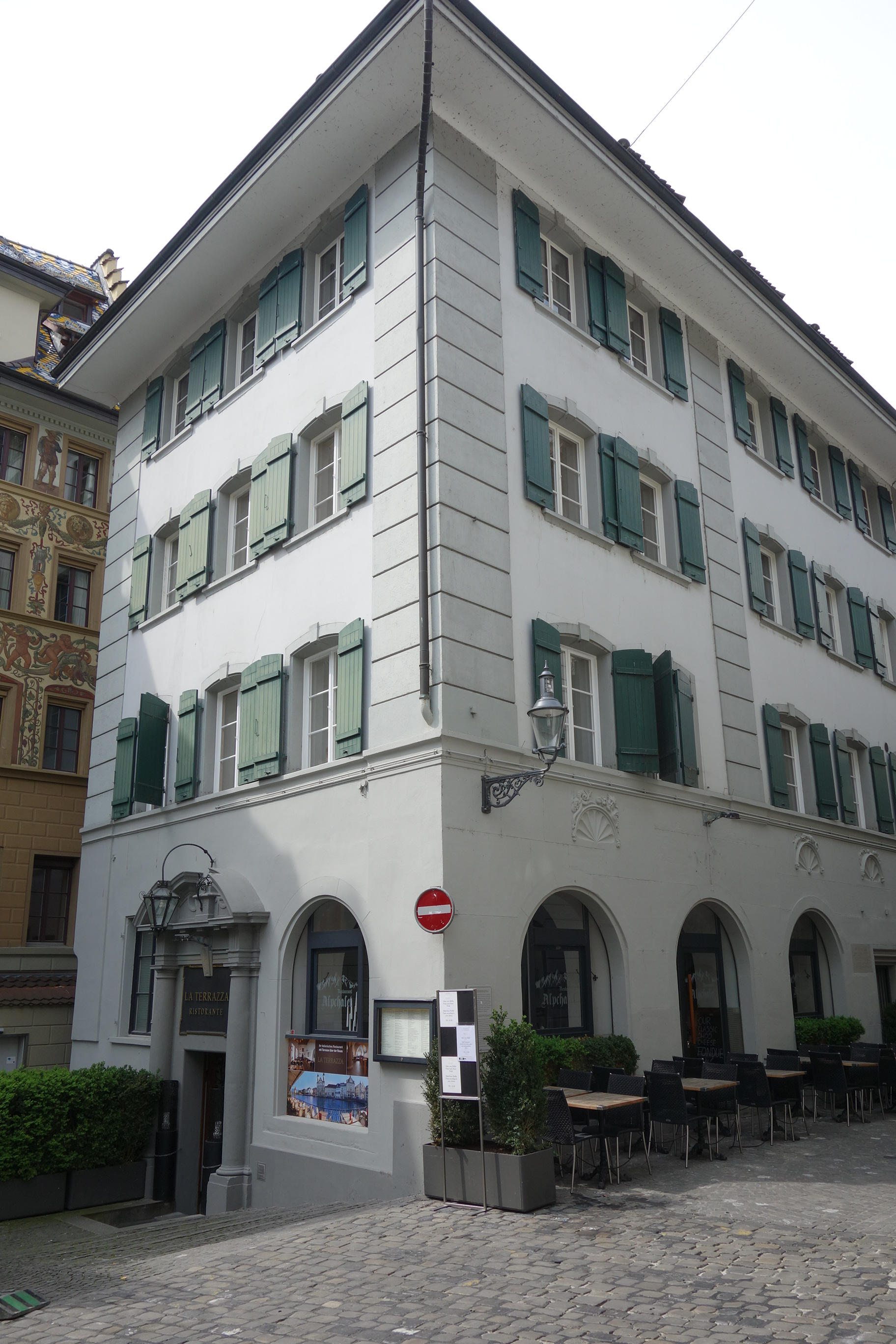
Corragioni-Haus (Seite Metzgerrainli)

Das Corragioni-Haus, auch Klauser-Haus, steht in der Altstadt der Schweizer Stadt Luzern, direkt an der Reuss. Es bildet einen wichtigen Teil der nördlichen Uferbebauung.

## Gebäude und Geschichte
Von 1501 bis 1505 wurde das Haus im gotischen Stil erbaut. Bei einem umfassenden Umbau 1778 durch Jakob Singer erhielt es das heutige barocke Aussehen. Das gotische Mauerwerk blieb dabei bestehen. Von 1966 bis 1967 wurde eine über die Reuss ragende Terrasse angebaut. Auf der Liste der Kulturgüter in Luzern ist das Gebäude als regional bedeutend aufgeführt.

## Nutzung
Das Gebäude war das Stammhaus der Familie Corragioni d’Orelli, die 1669 Luzerner Bürger wurden. Heute ist es ein Mehrfamilienhaus, das im Erd- und Untergeschoss (mit der Reuss-Terrasse) seit Jahrzehnten wechselnde Restaurants beherbergt.